# Плутинок
Плутинок (бел. Плуцінок) — озеро в Браславском районе Витебской области в бассейне реки Друйка, в 5 км на северо-восток от города Браслав. Относится к группе Браславских озёр и находится на территории Национального парка «Браславские озёра».

## Описание
Площадь озера составляет 0,23 км², наибольшая глубина — 3,5 м, длина — 1,1 км, наибольшая ширина — 0,36 км. Длина береговой линии — 2,58 км. Объём воды — 0,45 млн м³. Площадь водосбора 0,7 км². Высота над уровнем моря — 130,1 м.
Рядом с озером расположена деревня Михеевцы.
Само озеро Плутинок лежит между озёрами Струста, Войсо и Болойсо. Берега у озера низкие, песчаные, заторфяненные, поросшие кустарником. Дно плоское, вдоль берегов ближе к глубине 1 м — песчаное, ниже — сапропелистое. Зарастает по всей площади.